# Степановка (Казахстан)
Степа́новка (каз. Степанов) — село у складі Мендикаринського району Костанайської області Казахстану. Входить до складу Михайловського сільського округу.
Населення — 1101 особа (2021; 1227 у 2009, 1415 у 1999,  у 1989).